# 加冷機場
加冷機場（英語：Kallang Airport）原是新加坡第二個國際機場，由英國政府建造，在1937年6月12日開始服務，當時被譽為：「大英帝國最好的機場」。
1955年8月20日，由於新建的巴耶利峇機場（Paya Lebar Airport）開幕，被取代而關閉，原址亦重新建設成容納25,000民眾的組屋、加冷地铁站及高速公路等。
現時除了原來的「搭客樓」則在1960年7月1日被改用作新加坡人民協會（Singapore People's Association）的辦公樓被保留外，其他設施已無跡可尋。

## 接待過的名人
- 英國駐新加坡總督（Governor）列誥爵士（Sir John Fearns Nicoll）
- 1955年4月16日上午，中華人民共和國國務院總理周恩來為參加萬隆會議曾取道於此
- 著名教育家陳嘉庚先生（Mr. Tan Kah Kee）

## 外部連結
- 新加坡民航局的官方網站（英文）（页面存档备份，存于）
- 新加坡人民協會的官方網站（英文）（页面存档备份，存于）